# Zespół szarego dziecka
Zespół szarego dziecka, zespół szary (ang. grey syndrome, grey baby syndrome) – ciężkie, potencjalnie śmiertelne powikłanie w przebiegu leczenia wcześniaków i niemowląt antybiotykiem chloramfenikolem.
Charakterystyczne objawy zespołu szarego dziecka to: rozdęcie brzucha, wymioty, nasilająca się sinica, nieregularny oddech, wiotkość oraz niewydolność krążenia. Zapaść krążeniowa często jest bezpośrednią przyczyną zgonu. 
Ten zespół zdarzał się w latach 50. XX wieku, kiedy chloramfenikol rutynowo podawano noworodkom urodzonym powyżej 24 godzin po odejściu wód płodowych (które są naturalną ochroną dla płodu) w celu zmniejszenia ryzyka infekcji. U wielu noworodków powodowało to powstawanie zespołu szarego dziecka. Badania wykazały, że im młodsze niemowlę tym dłuższy czas wydalania leku z organizmu. Zależy to od:
- niedojrzałości funkcji sprzęgania (łączenia) leku z kwasem glukuronowym co doprowadzało do upośledzenia wydalania go z moczem
- powstawania toksycznych, niewystępujących u dorosłych metabolitów chloramfenikolu

Ryzyko zespołu szarego dziecka zależy od dawki chloramfenikolu i na ogół występuje przy stężeniu w surowicy przekraczającym 50 µg/ml.
Z tego względu podawanie chloramfenikolu u wcześniaków i noworodków do drugiego tygodnia życia jest przeciwwskazane.

Przeczytaj ostrzeżenie dotyczące informacji medycznych i pokrewnych zamieszczonych w Wikipedii.